# Polski Fiat
Polski Fiat var ett polskt bilmärke som användes för Fiat-modeller tillverkade i Polen.
Polski Fiat grundades år 1921 som försäljningsbolag för Fiat-bilar i Polen. 1934 skrevs ett licensavtal med Fiat och från 1934 tillverkades Fiat-modellerna 508 och 518 under namnet Polski Fiat. Man tillverkade även terrängbilar för den polska armén. Produktionen upphörde i samband med andra världskriget. 1948 planerades ett nytt licensavtal men det blev inte av då man istället anlade den nya FSO-fabriken. 
1965 tecknade den polska staten ett licensavtal med Fiat och Polski Fiat började åter användas som bilmärke i Polen. Fabryka Samochodów Osobowych (FSO) började tillverka Polski Fiat 125p. 1972 startades Fabryka Samochodów Malolitrazowych (FSM) för att tillverka Fiat 126 under namnet Polski Fiat 126p. Produktionen i Polen fortsatte sedan tillverkningen upphört i Italien. FSM exporterade bilen, främst till andra Warszawapaktsländer, men även till väst. Idag heter FSM-fabriken Fiat Auto Poland sedan den italienska koncernen 1992 köpte fabriken.

## Bildgalleri

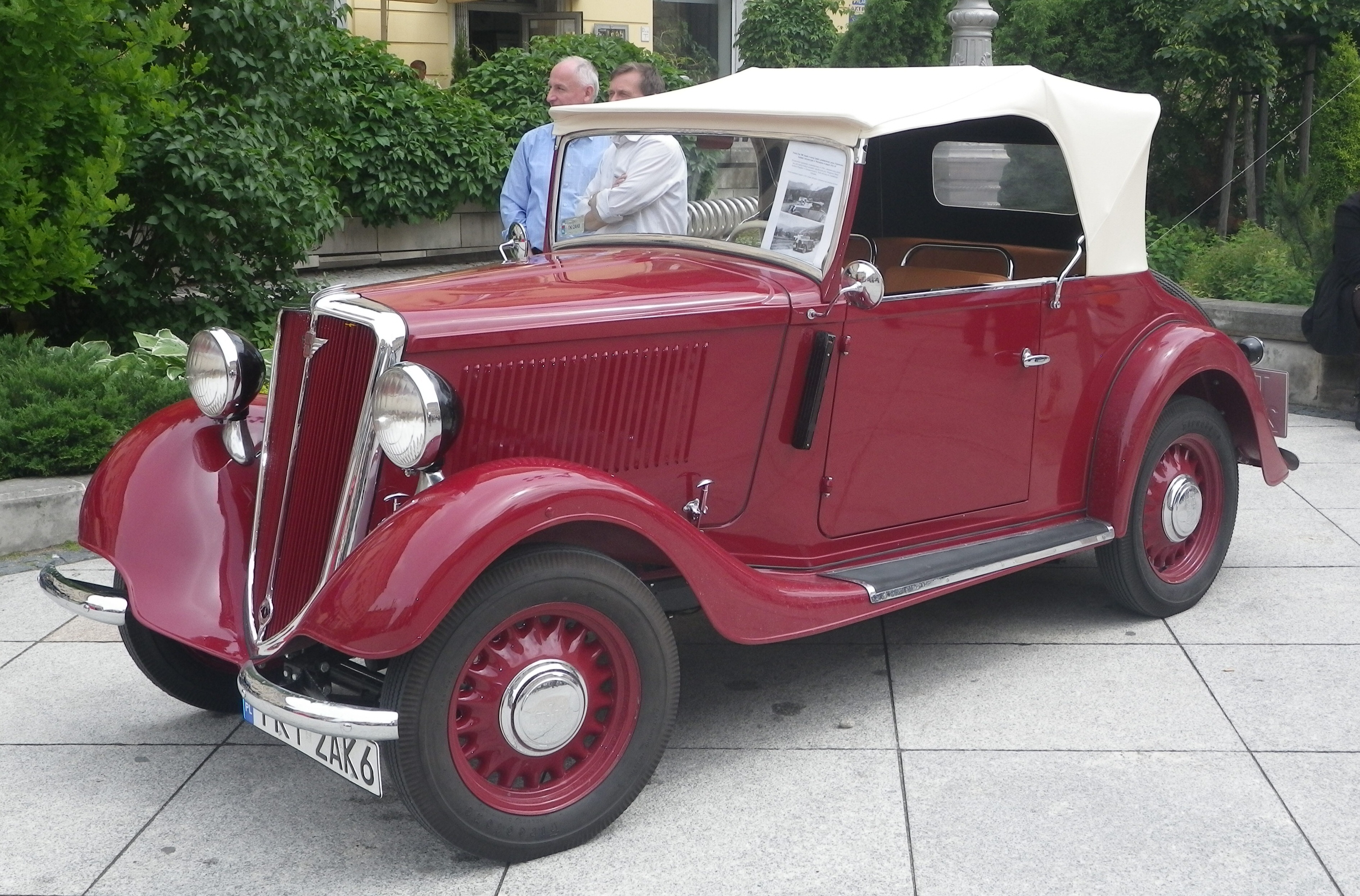
Polski Fiat 508
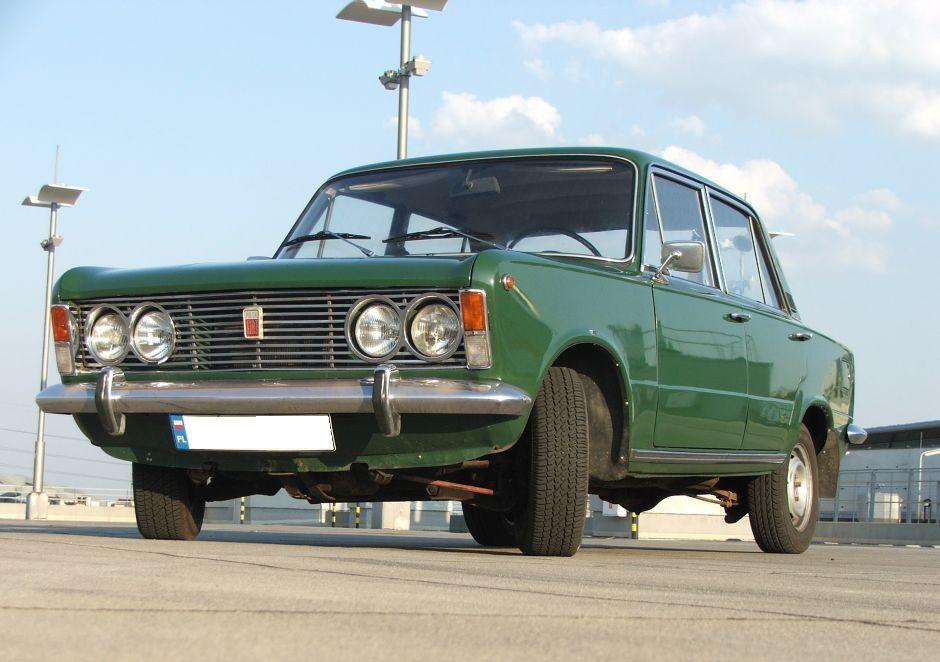
Polski Fiat 125p – FSO 125p
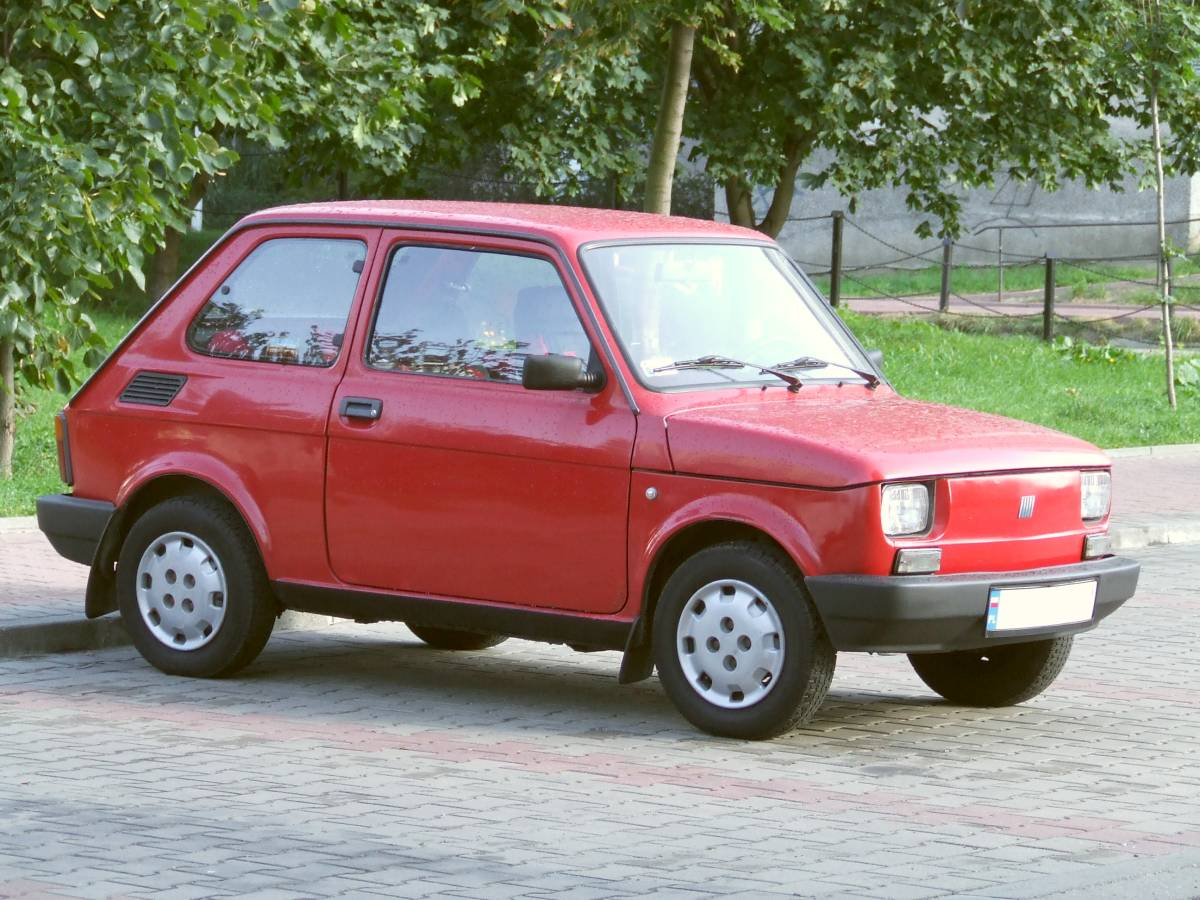
Fiat 126p – FSM 126p